# Cochisea recisa
Cochisea recisa är en fjärilsart som beskrevs av Frederick H. Rindge 1975. Cochisea recisa ingår i släktet Cochisea och familjen mätare. Inga underarter finns listade i Catalogue of Life.